# Rötenspitze
La Rötenspitze est un sommet des Alpes, qui culmine à 3 393 m, dans le massif de l'Ötztal, à la frontière entre l'Autriche et l'Italie (Tyrol et province autonome de Bolzano).